# Parapulvinaria cassariae
Parapulvinaria cassariae är en insektsart som beskrevs av Fonseca 1969. Parapulvinaria cassariae ingår i släktet Parapulvinaria och familjen skålsköldlöss. Inga underarter finns listade i Catalogue of Life.